# Berezanj-stenen
Berezanj-stenen er et runeristet stenfragment fra en stenkistegrav som blev fundet på øen Berezanj i Ukraine 1905.
Stenen blev opdaget ved udgravning i 1905 og var nær blevet smidt væk, men blev reddet af udgravningslederen Ernst von Stern. Ture J:son Arne mener at stenen, som blev fundet liggende, oprindeligt har været rejst på en gravhøj i nærheden, men ifølge Riksantikvarieämbetet er det ikke en almindelig rejst runesten, men låget fra en stenkistegrav.

## Indskriften
Insdkriften lyder:
| Translitteration | krani:kerþi:(h)ualf:þisi:iftir:kal:fi:laka:si(n) |
| Transskription   | Grani gærði hualf Þæssi æftir Karl felaga sin    |
| Oversættelse     | Grani gjorde dette hvælv efter sin fælle Karl    |

Tegnene i parentes er formodninger på grund af uklar ristning.
Stenen dateres til tidligst 1000-tallet, og dens udseende stemmer overens med denne periodes sten på Gotland, så man anteger at Grani og Karl var handelsmænd derfra, og at Karl er død i Berezanj, som var en handelsplads.
Stenen er i dag på museet i Odessa.